# Rhyacophila sutchanica
Rhyacophila sutchanica är en nattsländeart som beskrevs av Schmid och Levanidova 1986. Rhyacophila sutchanica ingår i släktet Rhyacophila och familjen rovnattsländor. Inga underarter finns listade i Catalogue of Life.